# Ícaro Silva
Ícaro Silva (São Bernardo do Campo, 19 de março de 1987) é um ator, músico, modelo e escritor brasileiro. Aos 8 anos lançou seu primeiro livro, Três Historinhas de Ícaro Silva (1995), em seguida lançou os livros  O Peixe Dourado (1996) e Aventuras de Geva (1998). Começou a atuar aos 11 anos na novela Meu Pé de Laranja Lima em 1998 na Band. Ícaro teve destaque no teatro em musicais como Rock in Rio - O Musical, Elis, A Musical (onde interpretou o cantor Jair Rodrigues, papel que voltou a viver no filme Elis (2016)), e interpretando o cantor Wilson Simonal nos musicais S'Imbora, o Musical - A História de Wilson Simonal, e em Show em Simonal. Em 2017, o ator ganhou projeção nacional ao participar e vencer o quadro Show dos Famosos do programa Domingão do Faustão. Em 2018, estreou seu próprio musical, Ícaro and the Black Stars. Em 2019, dublou o personagem Simba na versão brasileira do remake live action do filme O Rei Leão.

## Biografia
Nascido em São Bernardo do Campo, Ícaro foi criado em Diadema, região metropolitana de São Paulo. Filho de Josefa Silva, uma ex-faxineira e funcionária pública, e Zedequias Silva, que trabalhava como segurança em uma biblioteca pública e pegava emprestado livros infantis para os filhos lerem. Ícaro tem uma irmã quatro anos mais velha, Marta.
Aos 4 anos, Ícaro aprendeu a ler e escrever. Aos 8 anos, fez sua primeira aparição na TV de maneira inusitada, aparecendo no programa Fantástico da Rede Globo devido às fortes chuvas de 1995, que fizeram com que o barraco onde o garoto morava, em Diadema, corresse risco de desabar. A aparição na TV conquistou Marcia Eleane Braghini, diretora de uma escola particular da região, que ofereceu à Ícaro uma bolsa de estudos integral. A mãe de Ícaro levava o filho a testes de atuação.
Seu primeiro contato com música foi com Luiz Gonzaga, a quem ele considera uma grande referência.

## Carreira
Aos 6 anos, Ícaro começou sua carreira como escritor e escreveu o seu primeiro livro, "Três Historinhas de Ícaro Silva", que foi lançado em 1995, quando ele tinha 8 anos. Em seguida lançou os livros "O Peixe Dourado" em 1996, e as "Aventuras de Geva" em 1998.
Em 1998, Ícaro fez figuração em um comercial da Pepsi para a Copa do Mundo de Futebol daquele ano, onde aparecia ao lado do jogador Roberto Carlos. No mesmo ano começou a trabalhar como ator. Sua primeira novela foi Meu Pé de Laranja Lima (1998) da Band onde interpretava Juvenal. Ainda criança, atuou nas novelas Vidas Cruzadas (2000) da Record, e Pequena Travessa (2002), do SBT. Em 2003, interpretou o intelectual Pedro Pereira na primeira temporada do seriado Galera da TV Cultura.
Entre 2004 e 2007, interpretou Rafa na série teen Malhação da TV Globo, trabalho que o fez conquistar repercussão nacional. Em 2007, Ícaro participou da 3ª temporada do quadro Dança no Gelo no programa Domingão do Faustão. Entre 2009 e 2010, foi apresentador do programa infantil TV Globinho na Rede Globo. Também fez participações em séries da Globo como Casos e Acasos, Na Forma da Lei, Batendo Ponto e Os Caras de Pau. Em 2013, viveu o personagem Arthur na novela Joia Rara da Rede Globo.
Entre 2013 e 2016, atuou no musical Rock in Rio - O Musical, onde interpretou dois papéis, Marvin, e o cantor Gilberto Gil. Em 2014, o ator deu vida ao famoso detetive britânico Sherlock Holmes na peça Baker Street 221B. Entre 2014 e 2015, interpretou o cantor Wilson Simonal no teatro no musical S'Imbora, o Musical - A História de Wilson Simonal. O musical levou mais de 100 mil espectadores aos teatros brasileiros. Ícaro voltou a interpretar o cantor em outro musical, Show em Simonal, que estreou no Teatro Leblon em 12 de agosto de 2016.
Entre 2013 e 2016, se destacou interpretando o cantor Jair Rodrigues no teatro com o musical Elis, A Musical, papel que voltou a interpretar no cinema em Elis, filme lançado em 2016. Em 2016, interpretou o médico Dr. Paulo no filme Sob Pressão de Andrucha Waddington. Em 2017, participou da primeira temporada do quadro Show dos Famosos exibido no programa Domingão do Faustão, no qual foi vencedor e recebeu muitos elogios por suas apresentações. No mesmo ano foi escalado para a novela Pega Pega no papel de Dilson. Ainda em 2017, interpretou Fábio na série Edifício Paraíso do canal GNT.
Em 2018, Ícaro estreou seu próprio musical, Ícaro and the Black Stars, onde interpreta músicas de grandes nomes da música negra como Michael Jackson, Bob Marley, Tim Maia, Wilson Simonal, Beyoncé e James Brown. No mesmo ano, interpretou o músico Skunk em Legalize Já - Amizade Nunca Morre, cinebiografia da banda Planet Hemp. Entre 2018 e 2019, interpretou Mercuccio na peça Romeu e Julieta - O Musical, inspirado na obra de William Shakespeare. Em 2019, interpretou o cantor de lambada Ticiano na novela Verão 90 na Globo.  Também viveu Capitão, um dos personagens principais na série da Netflix, Coisa Mais Linda (2019). No mesmo ano, ele ainda dublou o personagem Simba no remake live action do filme O Rei Leão, da Disney.
Em 2020, interpretou Gabriel no filme Música para Morrer de Amor, e também atuou como Silvio na série da Globo, Todas as Mulheres do Mundo. Em 2021, atuou em Gracinha, álbum visual da cantora Manu Gavassi lançado na plataforma de streaming Disney+. Também viveu o modelo Joseph na novela Verdades Secretas II, da Globoplay. Em 2022, Ícaro irá interpretar seu primeiro vilão de novela em Cara e Coragem da Globo.

## Vida pessoal
Em 2018, o ator foi ferido por estilhaços de bala quando passava de carro pelo Túnel Zuzu Angel após uma blitz no Rio de Janeiro. Ícaro disse que depois ficou sabendo que todos os tiros contra seu carro foram disparados pela polícia.
Em 2019, Ícaro afirmou que se identifica com a comunidade LGBTQI. Ele disse em entrevista ao jornal O Globo: "Me considero sexualmente livre e isso significa que me identifico com o LGBTIQ. Eu me vejo aberto a sexualidades e ao gêneros, não me vejo rotulado (em nenhuma letra). Tem a letra I, mas eu sou o I de Ícarossexual (risos). Existe uma tentativa de rotularem as pessoas e cada um de nós é uma potência individual. A minha sexualidade é só minha, é importante que a gente se entenda como poder individual."
Em março de 2022 começou a namorar o cantor IZRRA. Em janeiro de 2024, Ícaro anunciou, por um comentário no Instagram, o fim do namoro.

## Filmografia

### Televisão
| Ano  | Título                                            | Personagem                    | Nota                                       |
| ---- | ------------------------------------------------- | ----------------------------- | ------------------------------------------ |
| 1998 | Meu Pé de Laranja Lima                            | Juvenal                       |                                            |
| 2000 | Vidas Cruzadas                                    | Cacá                          |                                            |
| 2002 | Pequena Travessa                                  | Neno                          |                                            |
| 2003 | Galera                                            | Pedro Pereira                 |                                            |
| 2003 | Malhação                                          | Rafael Monteiro (Rafa)        |                                            |
| 2007 | Dança no Gelo                                     | Participante                  | Temporada 3                                |
| 2008 | Casos e Acasos                                    | Luciano                       | Episódio: "O Beijo, a Foto e o Empréstimo" |
| 2009 | TV Globinho                                       | Apresentador                  |                                            |
| 2010 | Na Forma da Lei                                   | Samuel / Davi                 | Episódio: "Amores Mortais"                 |
| 2011 | Batendo Ponto                                     | Kleiton                       |                                            |
| 2012 | Os Caras de Pau                                   | Vários                        |                                            |
| 2012 | Viagem Sem Fim                                    | Participante                  |                                            |
| 2013 | Joia Rara                                         | Arthur Fonseca                |                                            |
| 2015 | Romance Policial - Espinosa                       | Aparecido                     | Episódio: "Um Assassino Entre Nós"         |
| 2017 | Perrengue                                         | Santi                         | Episódio: "Nós"                            |
| 2017 | Perrengue                                         | Santi                         | Episódio: "Eu e Você"                      |
| 2017 | Perrengue                                         | Santi                         | Episódio: "Dominó"                         |
| 2017 | Show dos Famosos                                  | Participante (Campeão)        | Temporada 1                                |
| 2017 | Questão de Família                                | Henrique                      | Episódio: "Feridas"                        |
| 2017 | Edifício Paraíso                                  | Fábio                         |                                            |
| 2017 | Pega Pega                                         | Edílson Souza Damião (Dílson) |                                            |
| 2019 | Verão 90                                          | Ticiano Barbosa               |                                            |
| 2019 | Coisa Mais Linda                                  | Capitão Ferreira              |                                            |
| 2020 | Todas as Mulheres do Mundo                        | Silvio                        | Episódio: "Gilda"                          |
| 2021 | Verdades Secretas II                              | Joseph                        |                                            |
| 2022 | Cara e Coragem                                    | Leonardo Gusmão (Léo)         |                                            |
| 2023 | Tributo                                           | Ele mesmo                     | Episódio: "Léa Garcia"                     |
| 2024 | Garota do Momento                                 | Ulisses Machado               |                                            |
| 2025 | Máscaras de Oxigênio (não) Cairão Automaticamente | Raul                          |                                            |

### Cinema
| Ano  | Título                            | Personagem      |
| ---- | --------------------------------- | --------------- |
| 2012 | Totalmente Inocentes              | Átila           |
| 2012 | O Inventor de Sonhos              | José Trazimundo |
| 2016 | Sob Pressão                       | Dr. Paulo       |
| 2016 | Elis                              | Jair Rodrigues  |
| 2018 | Legalize Já - Amizade Nunca Morre | Skunk           |
| 2018 | 45 Dias sem Você                  | Ícaro           |
| 2019 | O Rei Leão                        | Simba (voz)     |
| 2020 | Música para Morrer de Amor        | Gabriel         |
| 2024 | Amigos sem Compromisso            | Daniel          |

### Vídeos musicais
| Ano  | Artista | Música     | Ref.   |
| ---- | ------- | ---------- | ------ |
| 2019 | Majur   | "Náufrago" | [ 56 ] |

### Internet
| Ano  | Título             | Personagem |
| ---- | ------------------ | ---------- |
| 2011 | Quero ser Solteira | Dudinha    |
| 2021 | Gracinha           |            |

## Teatro
| Ano  | Título                                             | Personagem            |
| ---- | -------------------------------------------------- | --------------------- |
| 2006 | Verdades Inquietantes de uma Profissão             | Caio                  |
| 2010 | Garotos                                            | Joca                  |
| 2011 | R&J - Juventude Interrompida                       |                       |
| 2011 | Um Rubi no Umbigo                                  | Felipe                |
| 2013 | Elis, A Musical                                    | Jair Rodrigues        |
| 2013 | Rock in Rio - O Musical                            | Marvin / Gilberto Gil |
| 2014 | Baker Street 221B                                  | Sherlock Holmes       |
| 2014 | S'Imbora, o Musical - A História de Wilson Simonal | Wilson Simonal        |
| 2016 | Show em Simonal                                    | Wilson Simonal        |
| 2016 | Tudo ao Contrário - A Cena em Prol da Vida         |                       |
| 2017 | Primeiro Sinal                                     | Direção               |
| 2018 | Romeu e Julieta - O Musical                        | Mercuccio             |
| 2018 | Ícaro and the Black Stars                          | Vários                |

## Prêmios e Indicações
| Ano  | Associações                         | Categoria                           | Nomeações                         | Resultado |
| ---- | ----------------------------------- | ----------------------------------- | --------------------------------- | --------- |
| 2013 | Troféu Top of Business              | Destaque Nacional                   | Ícaro Silva                       | Venceu    |
| 2013 | Prêmio Bibi Ferreira                | Melhor Ator Codjuvante              | Rock in Rio - O Musical           | Indicado  |
| 2013 | Prêmio Bibi Ferreira                | Ator ou Atriz Revelação em Musicais | Rock in Rio - O Musical           | Indicado  |
| 2013 | Prêmio Qualidade Brasil             | Melhor Ator Teatro Musical          | Rock in Rio - O Musical           | Indicado  |
| 2013 | Prêmio Cesgranrio de Teatro         | Melhor Ator em Musical              | Rock in Rio - O Musical           | Indicado  |
| 2015 | Prêmio Aplauso Brasil de Teatro     | Melhor Ator Coadjuvante             | Elis, a Musical                   | Indicado  |
| 2015 | Prêmio Cesgranrio de Teatro         | Melhor Ator em Musical              | S'imbora, o Musical               | Indicado  |
| 2016 | Prêmio Reverência                   | Melhor Ator                         | S'imbora, o Musical               | Indicado  |
| 2016 | Prêmio APTR de Teatro               | Melhor Ator em Musical              | S'imbora, o Musical               | Indicado  |
| 2017 | Festival Sesc Melhores Filmes       | Melhor Ator                         | Sob Pressão                       | Indicado  |
| 2017 | Troféu Raça Negra                   | Melhor Ator                         | Show dos Famosos                  | Venceu    |
| 2019 | Prêmio Guarani de Cinema Brasileiro | Melhor Ator Coadjuvante             | Legalize Já - Amizade Nunca Morre | Indicado  |
| 2021 | Séries em Cena Awards               | Melhor Ator em Série Nacional       | Coisa Mais Linda                  | Indicado  |
| 2021 | MTV Millennial Awards               | Eu Shippo                           | Ícaro e Lucas Leto                | Indicado  |
| 2021 | Prêmio F5                           | Homem Mais Sexy                     | Ícaro Silva                       | Indicado  |
| 2021 | Prêmio Mundo Negro                  | Melhor Ator                         | Ícaro Silva                       | Indicado  |
| 2021 | Prêmio Biscoito                     | Crush                               | Ícaro Silva                       | Venceu    |